# Macchina

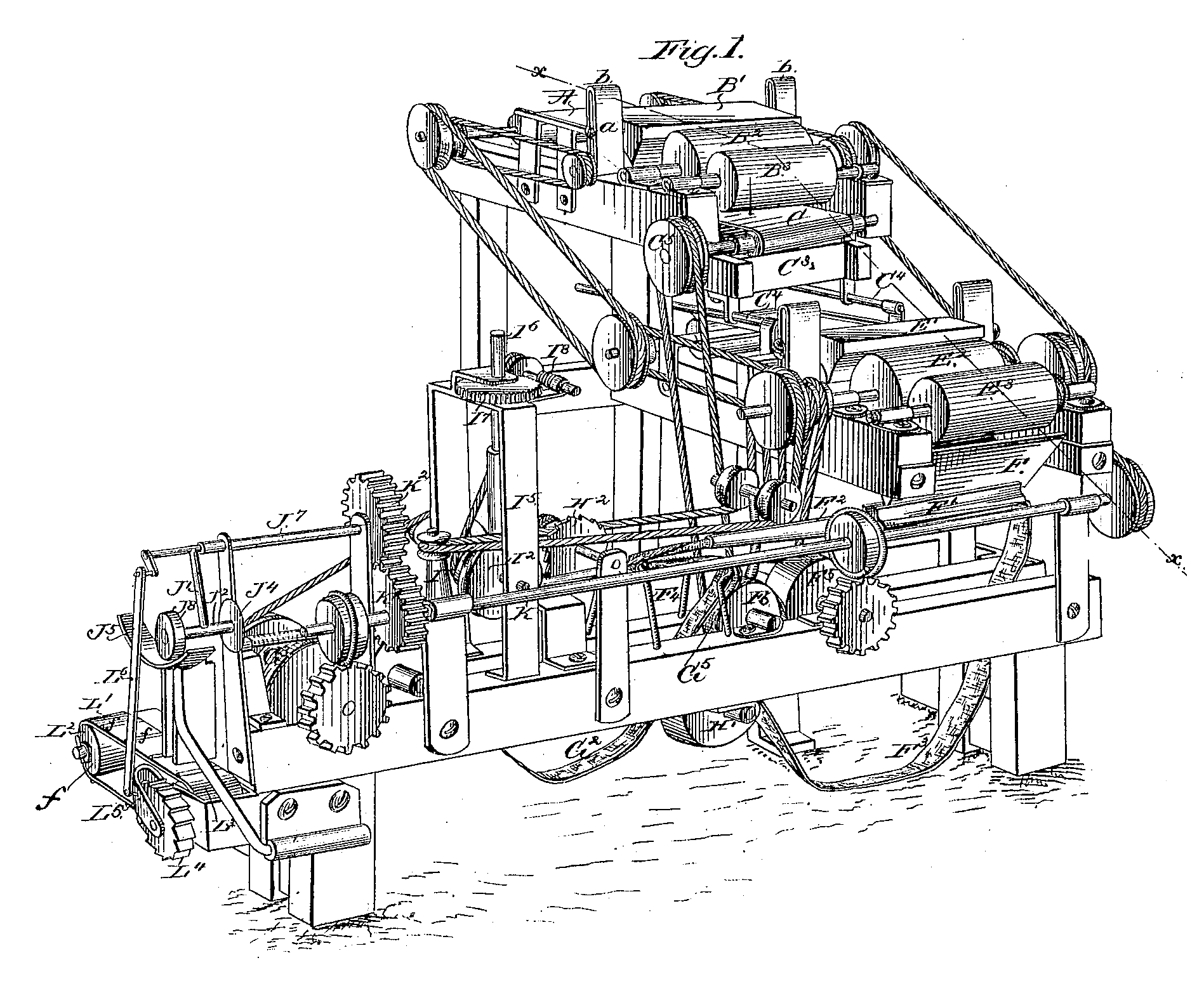
Un esempio di macchina (utilizzata per arrotolare le sigarette)

Il termine macchina indica un dispositivo meccanico e/o elettrico in grado di convertire energia da una forma all'altra (tecnicamente: lavoro in energia, energia in lavoro, lavoro in lavoro). Una macchina è tipicamente strutturata in un insieme di componenti, collegati tra loro, dotati di azionatori, circuiti di comando e connessi solidalmente allo scopo di adempiere un'azione ben determinata, capace di compiere lavoro attraverso una forza di natura diversa da quella degli animali, determinando o potenziando le capacità umane (ad eccezione delle macchine semplici).
Esistono macchine di generi molto diversi e costruite per scopi differenti (ad esempio: macchine elettriche, macchine per movimento terra, macchine per trasporto e sollevamento, macchine a fluido).

## Storia

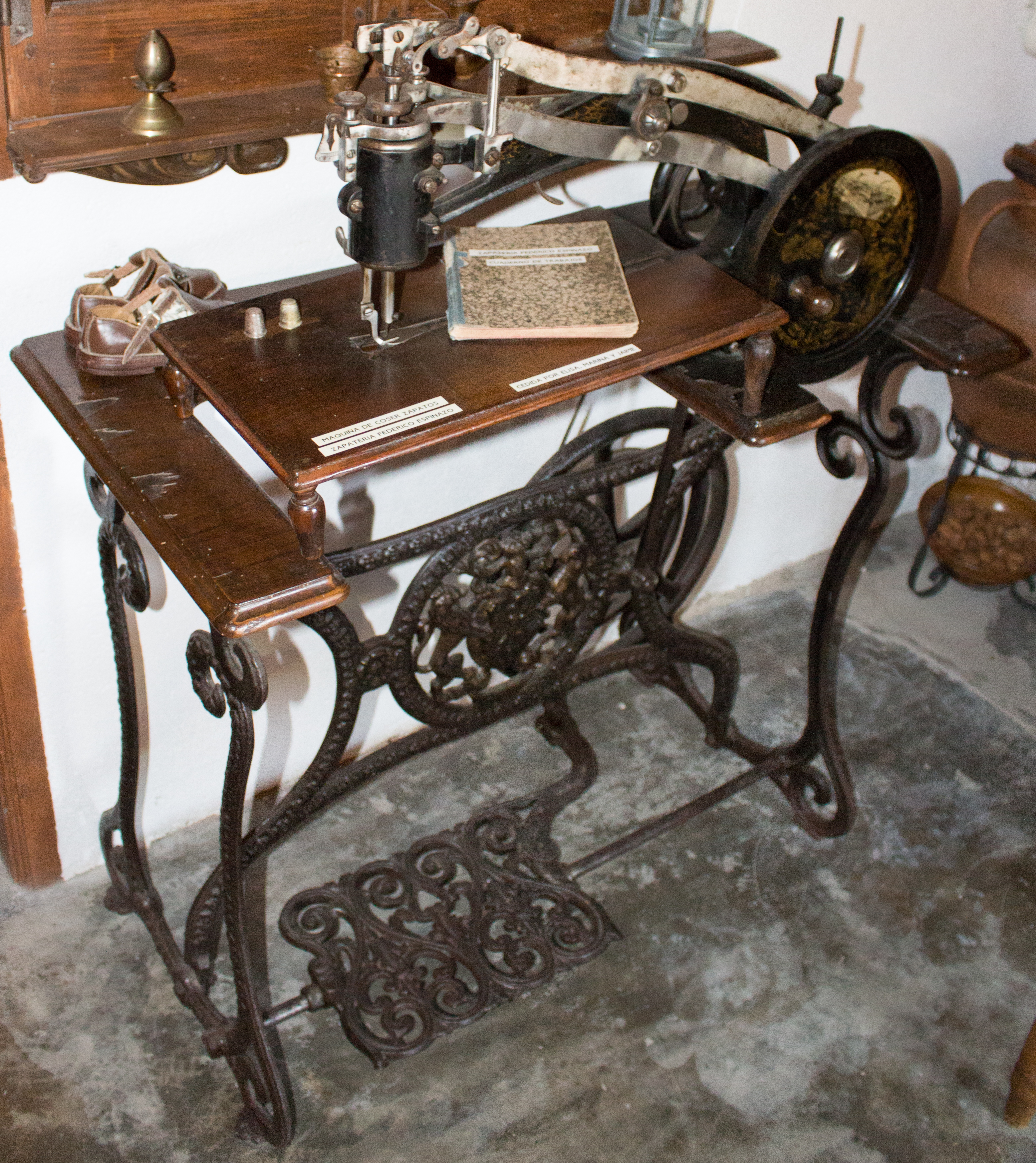
Antica macchina da cucire al museo etnologico di Puerto Seguro

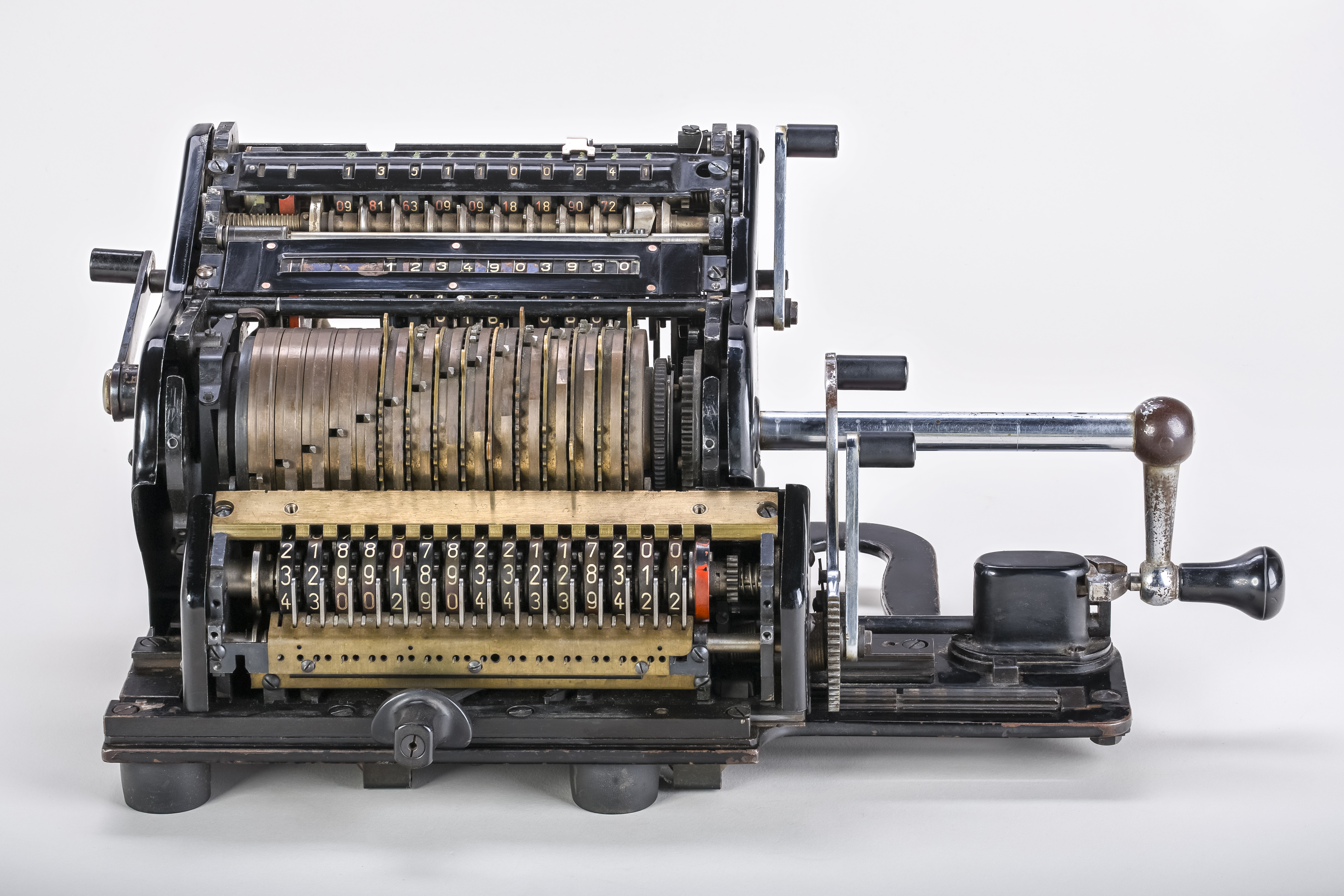
Calcolatore meccanico Brunsviga, prodotto tra il 1934 e il 1947

La storia delle macchine segue di pari passo la ricerca di forze che sopperissero alla limitatezza dei muscoli umani. Probabilmente le prime macchine complesse furono quelle create per sfruttare il vento e l'acqua dei fiumi: mulini ad acqua e mulini a vento. Il vento o l'acqua corrente obbligano le pale del mulino o della ruota a girare (asse nella ruota); dando all'asse una forma a gomito e collegandolo a una leva, il moto rotatorio diventa moto alternativo che fa funzionare l'asta di una pompa; aggiungendo ingranaggi all'asse rotante, la forza o la velocità possono essere aumentate e adoperate per macinare granaglie, mettere in moto telai, affilare coltelli. Ma non c'è sempre vento a sufficienza per gli scopi e l'acqua corrente non si trova dappertutto. Una sorgente universale di energia è il vapore, che però non venne sfruttato fino al 1700, quando fu ideata una pompa a vapore per pompare l'acqua dalle profondità delle miniere di carbone inglesi. Di qui all'invenzione della macchina a vapore il passo fu breve. 
Il principio della macchina a vapore è semplice: il fuoco scalda l'acqua e la fa passare allo stato di vapore. Tale vapore, racchiuso in un cilindro munito di stantuffo mobile, spinge lo stantuffo stesso. Il movimento del pistone può essere trasmesso alle ruote di una locomotiva (treno) o a quelle di un battello fluviale. 
All'inizio del XX secolo videro la luce i motori a benzina o Diesel. L'energia necessaria è fornita da una combustione così rapida da essere definita esplosione o scoppio. Se lo scoppio (della benzina mista ad aria) avviene in un cilindro nel quale scorre un pistone a tenuta, l'energia sprigionata spingerà il pistone e la biella ad esso solidale. Facendo avvenire varie esplosioni successive in vari cilindri, coi pistoni tutti collegati allo stesso albero od asse, i movimenti di traslazione dei pistoni verranno trasformati in movimento rotatorio all'albero.
L'energia elettrica fu scoperta nel XIX secolo. Si riuscì a generare in un filo una corrente elettrica facendo ruotare un avvolgimento fra i poli di un magnete. Se il conduttore percorso da corrente elettrica viene avvolto a spire, esso si comporta come un magnete ed attira il ferro e l'acciaio. Da queste scoperte derivò la dinamo, macchina generatrice di corrente elettrica, capace di produrre grandi quantità di energia elettrica a basso costo, ed il motore elettrico. L'energia elettrica può essere trasportata facilmente con appositi cavi agli apparecchi utilizzatori che si trovano nelle abitazioni o nelle fabbriche, dove appositi motori provvedono ad esempio a trasformarla in energia meccanica. 
Si costruirono grandi macchine utensili mosse dall'elettricità, macchine in grado di fabbricare parti metalliche per altre macchine, torni per lavorare alla perfezione pezzi di acciaio, pialle per staccare trucioli metallici di qualunque spessore, trivelle e frese per far buchi e solchi, presse idrauliche per lavorare fogli di metallo alla forma voluta. Queste macchine, mosse dall'elettricità, furono concepite per produrre parti meccaniche identiche l'una all'altra ed accuratissime nell'esecuzione. Parti, viti, ruote dentate, eccentrici, catene, cinghie di trasmissione e cuscinetti a sfere furono fatti in modo da poter essere intercambiabili fra una macchina e l'altra e rendere possibile la produzione in serie. 
La ricerca di nuove sorgenti di energia prosegue, il che richiede la costruzione di nuovi meccanismi. Motori a reazione, motori a razzo, reattori nucleari, pile a combustibile, batterie solari, motori ionici, generatori termoelettrici e batterie nucleari sono alcune delle nuove sorgenti di energia concepite nel nostro tempo. Esse esigono l'uso di materie nuove con speciali proprietà, come leghe metalliche speciali e materiali refrattari per resistere ad altissime temperature, sostanze di estrema purezza e così via. 
Tutte le macchine moderne combinano i principi meccanici di forza e movimento con le proprietà particolari della materia e dell'energia. Più a fondo si conoscerà l'essenza della materia, più occorrerà escogitare macchinari adatti. Per esempio, le pompe idrauliche e i sistemi di trasmissione automatica nacquero dopo che si compresero perfettamente gli effetti della pressione sull'aria e sull'acqua; la penna a sfera, ad esempio, venne ideata quando si scoprì l'adesione molecolare.

## Descrizione
In generale (in fisica) il termine macchina individua un sistema che trasforma l'energia da una specie in un'altra. Esempio le macchine elettriche trasformano energia elettrica in energia meccanica (motore elettrico) o energia luminosa (lampada elettrica) o in sola energia termica (stufa elettrica) o energia meccanica in energia elettrica (l'alternatore). Altri esempi di macchina: il motore a scoppio che trasforma l'energia chimica del carburante in energia meccanica; il freno di un veicolo che dissipa l'energia meccanica trasformandola in energia termica. 
Nell'ingegneria meccanica la disciplina delle macchine (senza ulteriore specificazione) studia l'insieme delle macchine a fluido e dei motori primi, ossia dei convertitori di energia primaria in lavoro meccanico e viceversa.
Nel linguaggio comune, il termine macchina ha anche accezioni specifiche (automobile), da evitare in ambito scientifico.
Più recentemente, il termine è stato impiegato, sia in ambito tecnico-scientifico che nel linguaggio corrente, per indicare oggetti costruiti dall'uomo con lo scopo di gestire non l'energia, ma l'informazione. Sia gli elaboratori elettronici in generale che alcune loro componenti, ed i loro modelli teorici, sono quindi spesso indicati con tale termine.

### Funzionamento
Per eseguire lavori che richiedono una forza maggiore di quella dei muscoli dell'uomo, si è sempre ricorsi alle forze naturali. Già dai tempi antichi sono state imbrigliate per eseguire moti meccanici fondati sulle sei macchine semplici, la forza del vento, dell'acqua dei fiumi, della combustione, del vapore, e più recentemente le forze chimiche, elettriche, magnetiche, atomiche e nucleari. Si sono ideate combinazioni di queste macchine capaci di effettuare una grande varietà di movimenti meccanici. Associando fra loro questi movimenti sono state inventate e costruite macchine complesse per numerosi scopi specifici.
Lo scopo dei macchinari complessi è quello di eseguire del lavoro trasformando l'energia. Il lavoro da eseguire può variare dall'estrazione di un chiodo al moto di un mezzo di trasporto (aeroplano, automobile, nave, treno), oppure dallo scattare fotografie alla risoluzione di problemi matematici. In una macchina l'energia meccanica necessaria ad effettuare il lavoro viene trasferita per mezzo di parti meccaniche (varianti delle sei macchine fondamentali) agli attuatori. Inoltre molte macchine trasformano una forma di energia in un'altra forma di energia. Per esempio l'energia termica prodotta dalla combustione del carbone può essere adibita a ricavare vapore acqueo. Il vapore può essere usato in una macchina a vapore per produrre energia meccanica. Tale energia servirà a far girare una dinamo che genererà elettricità. 
A sua volta l'energia elettrica proveniente dalla dinamo potrà essere trasformata in energia termica (stufa elettrica, ferro da stiro), in energia meccanica (motore elettrico), in energia luminosa (luce elettrica), in energia sonora (altoparlante), in energia radiante (macchina per raggi X) e così via. 
Le macchine non solo trasferiscono e trasformano l'energia, possono anche moltiplicare la forza di cui si dispone. Ciò significa che certe macchine consentono ad una piccola forza che agisce su una distanza notevole di equilibrare e superare una forza maggiore che agisce su una distanza minore. Questo aumento del valore della forza si verifica ad esempio in un sistema di pulegge come il paranco, oppure in un ingranaggio come quello che si vede nella trasmissione di un'automobile. Molte macchine dunque aumentano la forza applicata, come nella bicicletta. Una macchina però non può accrescere il valore della forza e della velocità nello stesso tempo.

### Rendimento di una macchina
Durante il loro funzionamento, le macchine vanno generalmente incontro a perdite di potenza associate a effetti dissipativi (ad esempio attrito radente, attrito volvente, attrito fluidodinamico, effetto Joule, sovratensioni), per cui il rendimento delle macchine reali è sempre minore di 1. Solo in alcuni casi non si hanno effetti dissipativi per cui il rendimento è pari all'unità: in tali casi si parla di macchine ideali.

## Organi meccanici
La struttura portante di una macchina è il corpo principale della macchina e spesso le conferisce l'aspetto. Sulla struttura sono montati gli organi meccanici: ruote dentate, meccanismi, supporti, alberi motore, cuscinetti, giunti, ecc.

### Coppie di ruote
Una coppia di ruote è un sistema meccanico che serve a trasmettere il moto rotatorio con caratteristiche diverse. Si chiama ruota motrice la ruota che trasmette il moto all'altra, detta ruota condotta. Elementi caratteristici di ogni coppia sono:
- il rapporto di trasmissione, che indica il rapporto tra le due velocità angolari (la potenza nel passaggio non varia);
- il cambiamento di senso di rotazione.

Esistono vari tipi di coppie: ruote a frizione, ruote dentate, cinghie con pulegge, catene articolate.

## Classificazione

### Macchine semplici
Le macchine semplici sono chiamate così perché non si possono scomporre in macchine più elementari. Esse massimizzano lo sfruttamento della forza muscolare, aiutando l'uomo a compiere azioni di vario tipo: sollevare, trasportare, ruotare, tirare e tagliare.
Vi sono sei macchine semplici:
- la leva
- l'asse della ruota
- la puleggia
- il piano inclinato
- la vite
- il cuneo.

Combinando le macchine semplici si hanno le macchine complesse. Rispetto alle macchine semplici, le macchine complesse sono destinate ad eseguire compiti più specifici.

### Macchine complesse
Una macchina complessa si può definire come l'unione di due o più macchine semplici. Come detto in precedenza vi sono sei macchine semplici: la leva, l'asse nella ruota, la puleggia, il piano inclinato, la vite, il cuneo. Esse aiutano l'uomo a compiere diverse specie di lavoro: sollevare, trasportare, ruotare, tirare e tagliare. Combinando tra loro le macchine semplici, si hanno le macchine complesse. Per lo più le macchine complesse sono destinate ad eseguire compiti specifici. 

Coppia di ingranaggi

Una delle macchine complesse più facili da capire è l'ingranaggio, che è una ruota dentata. Un sistema di ingranaggi si compone di due ruote dentate montate su rispettivi assi ed accoppiate fra loro. La rotazione di una provoca quella dell'altra. Di solito le ruote sono di grandezza differente. Gli ingranaggi piccoli girano più velocemente e con forza minore degli ingranaggi grandi, che esplicano maggior forza. Per ogni giro dell'ingranaggio più piccolo, quello grande fa una parte di giro. La ruota grande ed il suo asse girano più lentamente, ma sono in grado di sollevare un peso maggiore o di far ruotare qualcosa che la ruota più piccola non potrebbe muovere. Con denti ad angolo rispetto all'asse delle ruote, questi assi possono essere disposti ad angolo fra loro anziché parallelamente. In tal modo, una forza verticale può essere trasformata in una orizzontale. Gli ingranaggi si usano negli orologi, nelle automobili, nei motori fuoribordo, nei treni e in molte altre macchine complesse.

#### Macchine a fluido
Le macchine a fluido presiedono allo scambio di lavoro fra un albero e un fluido e sono dette:
- operatrici quando la macchina trasmette energia al fluido, ad esempio:
  - pompe
  - compressori, ventilatori
  - frigoriferi

- motrici quando la macchina preleva energia dal fluido, ad esempio:
  - turbine
  - motori oleodinamici
  - motori pneumatici
  - generatori di vapore
  - motori a combustione interna.

#### Convertitori di energia primaria
I convertitori di energia primaria in lavoro meccanico si distinguono in:
- Impianti di potenza, quando sono costituiti da più macchine a fluido - fisicamente distinte - e apparecchi (scambiatori di calore).
- Motori, quando il fluido opera all'interno di un'unica unità compatta.

### Macchine elettriche
Le macchine elettriche sono dispositivi atti a convertire energia elettrica in energia meccanica, energia meccanica in energia elettrica o a modificare le forme dell'energia elettrica. Si annovera in tale ultimo caso il trasformatore, che è una macchina magnetica, statica (senza parti mobili), volta a modificare i parametri dell'energia elettrica, nella forma particolare di corrente alternata. Macchine di conversione statica diverse dai trasformatori, basate su semiconduttori, non vengono di norma annoverate tra le "macchine elettriche", ma si parla invece di "convertitori statici".